# Garennes-sur-Eure
Garennes-sur-Eure est une  commune française située dans le département de l'Eure en région Normandie.

## Géographie

### Localisation
Garennes-sur-Eure est une commune de l'Eure, limitrophe du département d'Eure-et-Loir (commune de Guainville). Elle appartient à la communauté d'agglomération Évreux Portes de Normandie.
Garennes-sur-Eure est limitrophe des communes de Bueil et Neuilly au nord, La Couture-Boussey au sud-ouest, Ivry-la-Bataille au sud est et Guainville à l'ouest. Elle se situe à 30 km d'Évreux, 28 km de Dreux et 28 km de Mantes-la-Jolie.
|                    | Neuilly, Bueil    |                                                              |
| La Couture-Boussey | Garennes-sur-Eure | Guainville (Eure-et-Loir), La Chaussée-d'Ivry (Eure-et-Loir) |
| La Couture-Boussey | Ivry-la-Bataille  | Ivry-la-Bataille                                             |

La commune possède quatre hameaux : Grenelle, Tourneboisset, Villeneuve et Le Parc.

### Géologie et relief
Entourée de collines boisées de sapins, Garennes-sur-Eure s'étend sur 1 052 ha et son altitude varie entre 51 et 135 mètres.

### Hydrographie
La commune est située dans le bassin Seine-Normandie. Elle est drainée par l'Eure, le ruisseau de l'Étang, un bras de l'Eure, le canal 01 de la commune de la Garenne-sur-Eure, le canal 02 de la commune de la Garenne-sur-Eure, l'Eure et divers autres petits cours d'eau,.
L'Eure, un canal, chenal et cours d'eau naturel non navigable d'une longueur de 229 km, prend sa source dans la commune de Longny les Villages et se jette  dans la Seine à Saint-Pierre-lès-Elbeuf, après avoir traversé 91 communes.
Le ruisseau de l'Étang, d'une longueur de 15 km, prend sa source dans la commune de Saint-Illiers-le-Bois et se jette  dans l'Eure à Bueil, après avoir traversé sept communes.

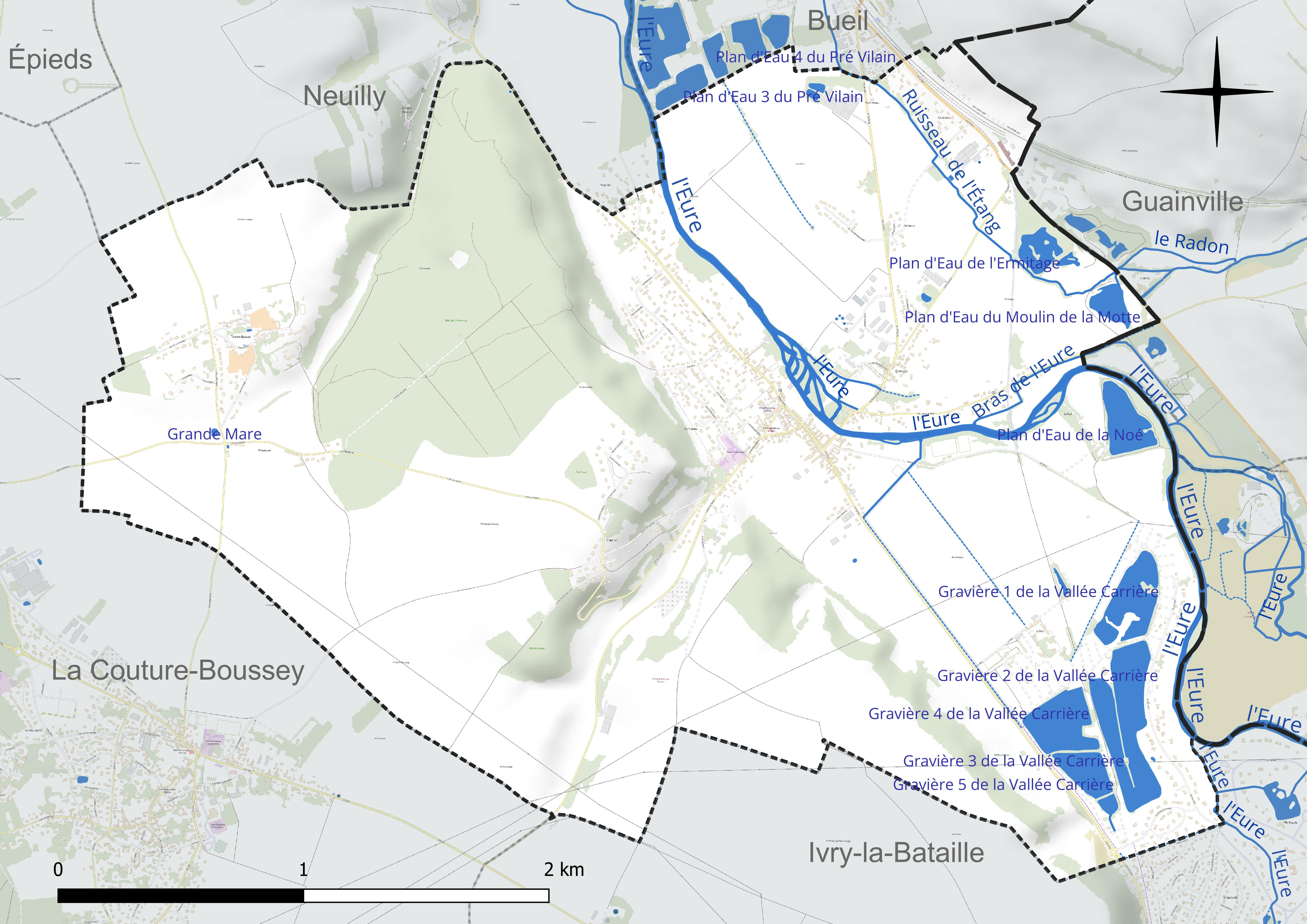
Réseau hydrographique de Garennes-sur-Eure.

Neuf plans d'eau complètent le réseau hydrographique : la Grande Mare (0,1 ha), la gravière 1 de la Vallée Carrière (5,1 ha), la gravière 2 de la Vallée Carrière (4,6 ha), la gravière 3 de la Vallée Carrière (5,8 ha), la gravière 4 de la Vallée Carrière (5,3 ha), la gravière 5 de la Vallée Carrière (3,3 ha), le plan d'eau de la Noé (3,9 ha), le plan d'eau de l'Ermitage (2 ha) et le plan d'eau du Moulin de la Motte (1,8 ha),.

### Climat
Pour des articles plus généraux, voir Climat de la Normandie et Climat de l'Eure.
En 2010, le climat de la commune est de type climat océanique dégradé des plaines du Centre et du Nord, selon une étude du CNRS s'appuyant sur une série de données couvrant la période 1971-2000. En 2020, Météo-France publie une typologie des climats de la France métropolitaine dans laquelle la commune est exposée à un climat océanique et est dans la région climatique Sud-ouest du bassin Parisien, caractérisée par une faible pluviométrie, notamment au printemps (120 à 150 mm) et un hiver froid (3,5 °C). Parallèlement le GIEC normand, un groupe régional d’experts sur le climat, différencie quant à lui, dans une étude de 2020, trois grands types de climats pour la région Normandie, nuancés à une échelle plus fine par les facteurs géographiques locaux. La commune est, selon ce zonage, exposée à un « climat des plateaux abrités », correspondant aux plaines agricoles de l’Eure, avec une pluviométrie beaucoup plus faible que dans la plaine de Caen en raison du double effet d’abri provoqué par les collines du Bocage normand et par celles qui s’étendent sur un axe du Pays d'Auge au Perche.
Pour la période 1971-2000, la température annuelle moyenne est de 10,8 °C, avec  une amplitude thermique annuelle de 14,2 °C. Le cumul annuel moyen de précipitations est de 637 mm, avec 11,1 jours de précipitations en janvier et 8 jours en juillet. Pour la période 1991-2020, la température moyenne annuelle observée sur la station météorologique la plus proche, située sur la commune de Bû à 13 km à vol d'oiseau, est de 11,4 °C et le cumul annuel moyen de précipitations est de 633,2 mm,. Pour l'avenir, les paramètres climatiques de la commune estimés pour 2050 selon différents scénarios d’émission de gaz à effet de serre sont consultables sur un site dédié publié par Météo-France en novembre 2022.

## Urbanisme

### Typologie
Au 1er janvier 2024, Garennes-sur-Eure est catégorisée bourg rural, selon la nouvelle grille communale de densité à 7 niveaux définie par l'Insee en 2022.
Elle est située hors unité urbaine. Par ailleurs la commune fait partie de l'aire d'attraction de Paris, dont elle est une commune de la couronne,. 

### Occupation des sols
L'occupation des sols de la commune, telle qu'elle ressort de la base de données européenne d’occupation biophysique des sols Corine Land Cover (CLC), est marquée par l'importance des territoires agricoles (63 % en 2018), en diminution par rapport à 1990 (70,6 %). La répartition détaillée en 2018 est la suivante : 
terres arables (48,9 %), zones urbanisées (20,4 %), forêts (13,7 %), prairies (8,2 %), zones agricoles hétérogènes (5,9 %), eaux continentales (2,9 %). L'évolution de l’occupation des sols de la commune et de ses infrastructures peut être observée sur les différentes représentations cartographiques du territoire : la carte de Cassini (XVIIIe siècle), la carte d'état-major (1820-1866) et les cartes ou photos aériennes de l'IGN pour la période actuelle (1950 à aujourd'hui).

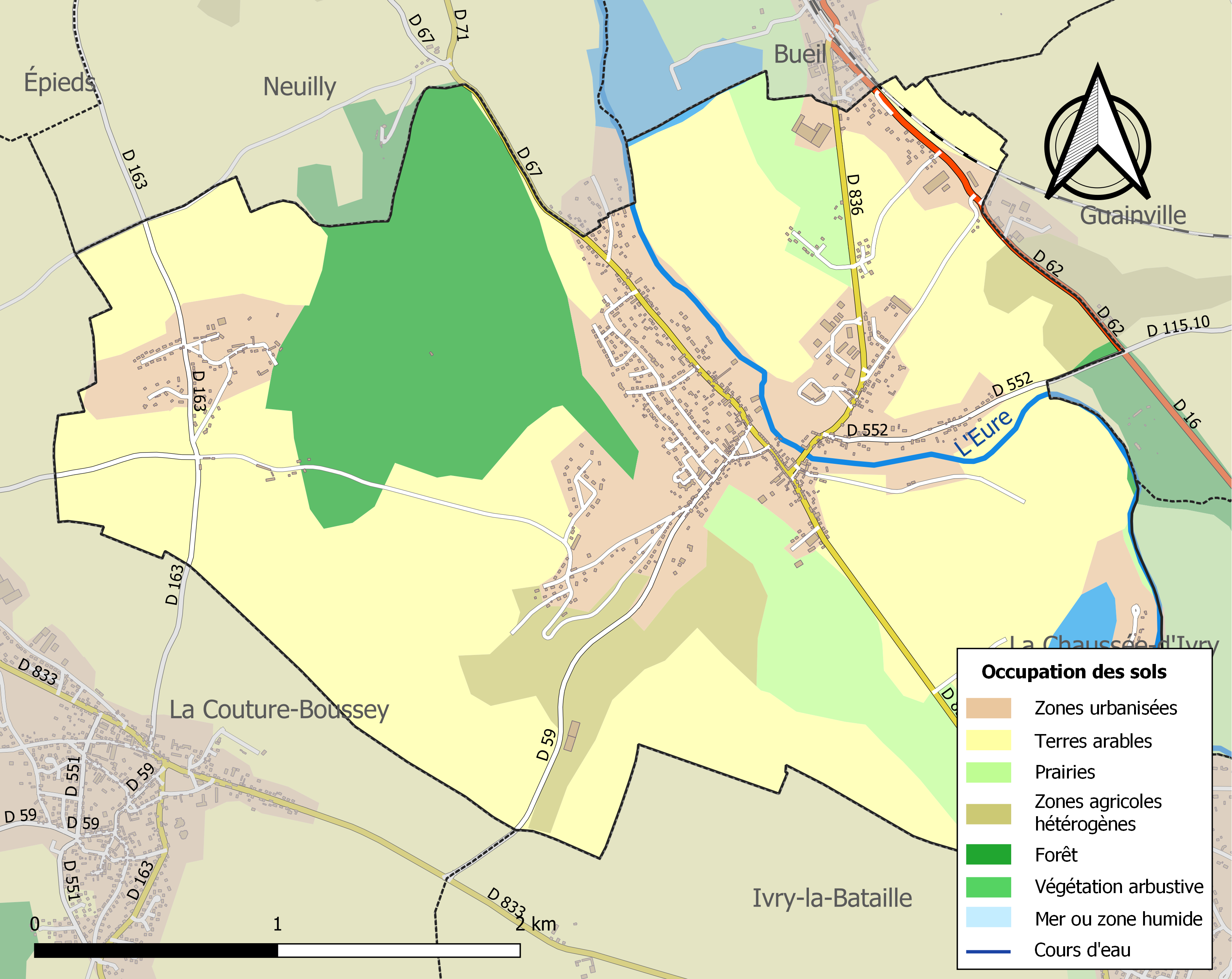
Carte des infrastructures et de l'occupation des sols de la commune en 2018 (CLC).

### Voies de communication et transport
Elle est traversée par la route départementale 836 reliant Louviers à Ivry-la-Bataille.
Une voie verte a succédé à l'emprise ferroviaire de l'ancienne ligne de Saint-Georges-Motel à Grand-Quevilly.

## Toponymie
Le nom de la localité est attesté sous la forme Garenae en 1152 (bulle d’Eugène III), Garenes en 1207 (charte de Luc, évêque d'Évreux), Garennes-sur-Eure en 1828 (L. Dubois), pluriel de l'oïl garenne, « lieu où la chasse est réservée au seigneur ».
L'Eure est une rivière française qui prend sa source dans la région naturelle du Perche et qui coule dans les départements de l'Orne, d'Eure-et-Loir, de l'Eure et de la Seine-Maritime.

## Histoire
Lors d'une campagne de photographie aérienne il a été reconnu au lieu-dit Bellevue un sanctuaire d'époque romaine.
Garennes comprenait six fiefs : Grenelle, Jean du Plessis, Malafe, Raoul de Jouy, Tourneboisset et le Vivier.
En 1725, Marie-Thérèse de Bourbon obtint des lettres patentes du roi pour créer la baronnie de Garennes, qui resta indépendante de celle d'Ivry jusqu'en 1745, lorsque le duc de Penthièvre les réunit à nouveau. La Révolution française créa les deux communes de Garennes et Ivry-la-Bataille, et contribua à les séparer définitivement, le chef-lieu de canton restant cependant Ivry.
La culture céréalière et l'importante fabrication de flûtes, exploitation de moulins à blé et tan font l'économie de la  commune.
La référence au nom de la rivière Eure a été ajoutée au nom de la commune en 1948.
Jusqu'au 23 juin 1982, la ligne de Saint-Georges-Motel à Grand-Quevilly possédait une section à Garennes-sur-Eure, alors déclassée.

## Économie
Plusieurs commerces de proximité sont implantés sur la commune : une boulangerie, un bar-tabac, un supermarché discount, un coiffeur et un camion-pizza itinérant.
Garennes-sur-Eure dispose également, d'un camping.
Une vingtaine d'entreprises et artisans sont également installés dans le village, notamment dans la ZA de Grenelle.
Les ateliers de fabrication d'instruments à vents de La Couture-Boussey étaient à l'origine situés à Garennes-sur-Eure (ateliers Martin).

## Politique et administration
| Période                                  | Période  | Identité           | Étiquette | Qualité |
| ---------------------------------------- | -------- | ------------------ | --------- | ------- |
| Les données manquantes sont à compléter. |          |                    |           |         |
| mars 2001                                |          | Daniel Douard      |           |         |
| 25 mai 2020                              | En cours | Jean-Pierre Gâtine |           |         |

## Population et société

### Démographie
L'évolution du nombre d'habitants est connue à travers les recensements de la population effectués dans la commune depuis 1793. Pour les communes de moins de 10 000 habitants, une enquête de recensement portant sur toute la population est réalisée tous les cinq ans, les populations de référence des années intermédiaires étant quant à elles estimées par interpolation ou extrapolation. Pour la commune, le premier recensement exhaustif entrant dans le cadre du nouveau dispositif a été réalisé en 2004.

En 2022, la commune comptait 2 024 habitants, en évolution de +7,15 % par rapport à 2016 (Eure : −0,25 %, France hors Mayotte : +2,11 %).
| 1793 | 1800 | 1806 | 1821 | 1831 | 1836 | 1841 | 1846 | 1851 |
| ---- | ---- | ---- | ---- | ---- | ---- | ---- | ---- | ---- |
| 697  | 708  | 715  | 729  | 690  | 677  | 662  | 647  | 623  |

| 1856 | 1861 | 1866 | 1872 | 1876 | 1881 | 1886 | 1891 | 1896 |
| ---- | ---- | ---- | ---- | ---- | ---- | ---- | ---- | ---- |
| 645  | 648  | 641  | 605  | 609  | 623  | 620  | 616  | 602  |

| 1901 | 1906 | 1911 | 1921 | 1926 | 1931 | 1936 | 1946 | 1954 |
| ---- | ---- | ---- | ---- | ---- | ---- | ---- | ---- | ---- |
| 563  | 559  | 580  | 606  | 622  | 613  | 622  | 602  | 636  |

| 1962 | 1968 | 1975 | 1982  | 1990  | 1999  | 2004  | 2006  | 2009  |
| ---- | ---- | ---- | ----- | ----- | ----- | ----- | ----- | ----- |
| 747  | 783  | 881  | 1 154 | 1 365 | 1 572 | 1 779 | 1 776 | 1 825 |

| 2014  | 2019  | 2022  | - | - | - | - | - | - |
| ----- | ----- | ----- | - | - | - | - | - | - |
| 1 884 | 1 945 | 2 024 | - | - | - | - | - | - |

### Sports
Le village possède un club de football : FCGBCB (football club de Garennes, Bueil, La Couture-Boussey, Breuilpont).

## Culture locale et patrimoine

### Lieux et monuments
- Menhir

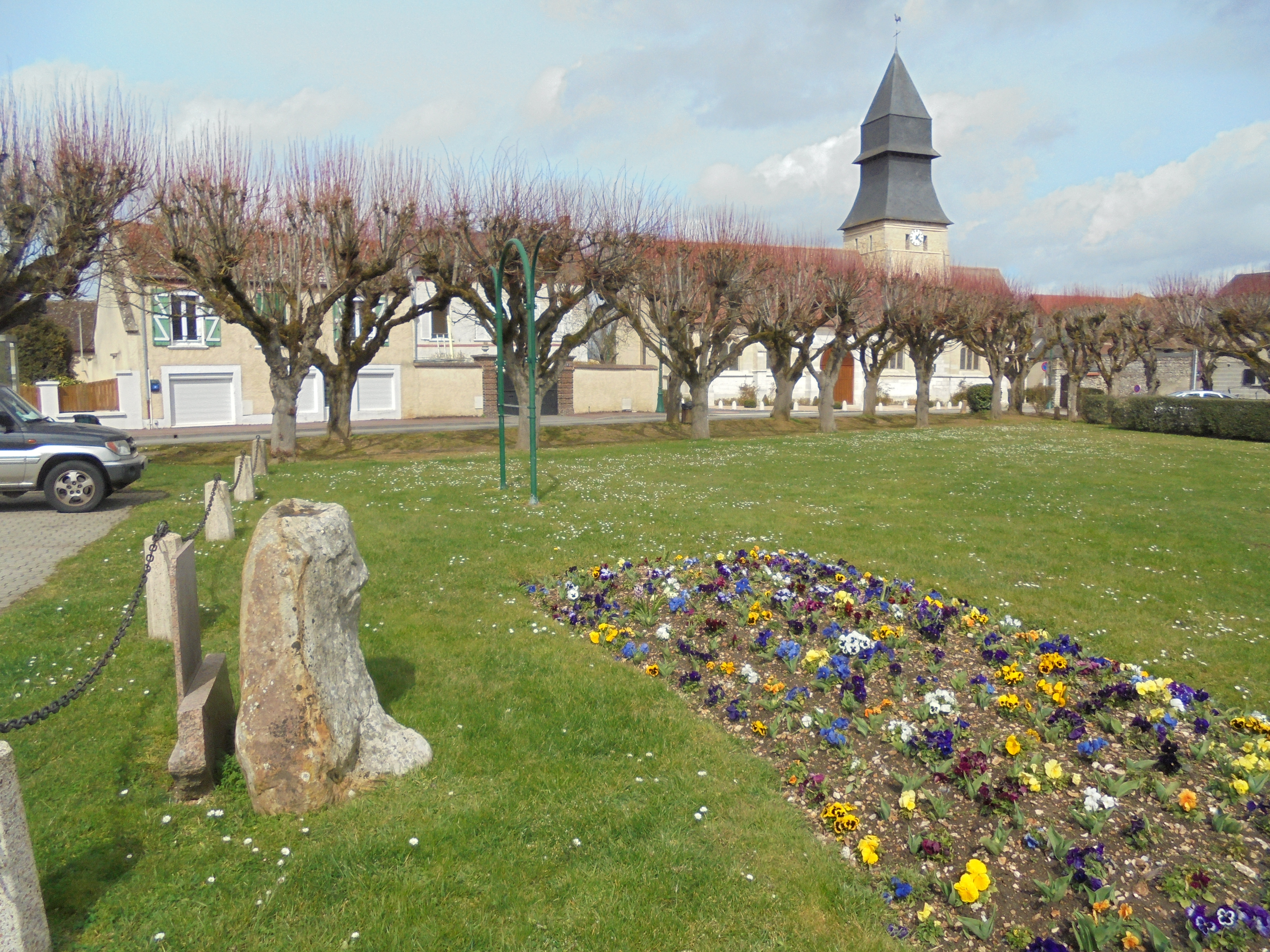
Le menhir et l'église Saint-Aignan.

- Église Saint-Aignan (XVIe siècle). Sa dédicace intervient le 1er septembre 1514 par l'évêque de Thessalonique[29]. Son mobilier est recensé au titre du patrimoine culturel[30],[31] ; les décorations actuelles (statues, vitraux et autre mobilier) sont apparues à partir du XVe siècle.
- Un vitrail, ayant le père Jacques-Désiré Laval pour motif, est réalisé en 1878 par les ateliers Lorin de Chartres[32].
- Le haras de Grenelle, aujourd'hui transformé en habitations, était l'un des haras les plus réputés de la région au début du XXe siècle.
- Groupe scolaire de style anglo-normand.
- Pont moderne en arc en béton armé sur l'Eure.
- Friche de l'ancienne usine Sogetram.

### Personnalités liées à la commune
- Le docteur Louis Delasiauve est né à Garennes le 14 octobre 1804, ce fut un des pionniers de la psychiatrie française.
- L'artiste peintre Alfred-Henri Bramtot est décédé à Garennes le 16 juin 1894.

### Héraldique
|  | Les armes de la ville se blasonnent ainsi : d’or au chevron brisé de gueules issant d’une trangle ondée d’azur, surmonté d’une fleurs de lys du même. |